# Đoàn Chèo Phú Thọ

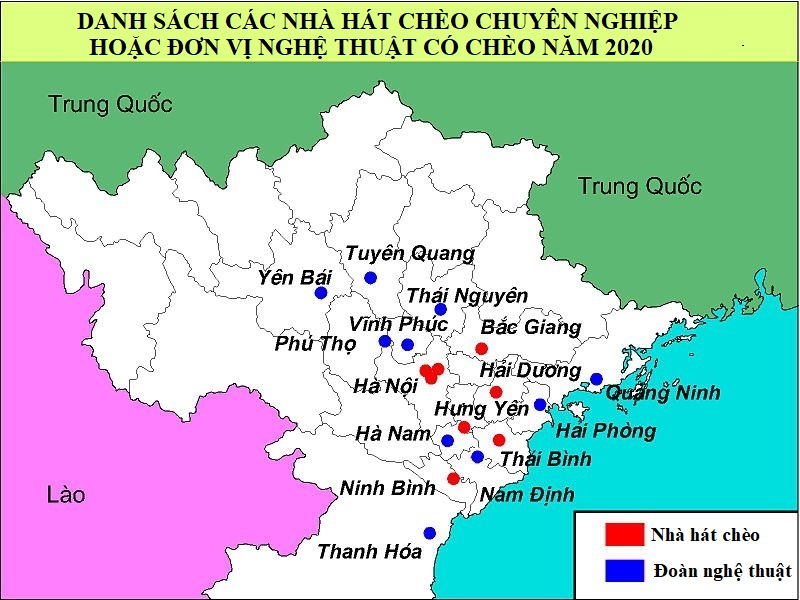
Các đoàn chèo, nhà hát chèo Việt Nam

Đoàn Chèo Phú Thọ (tồn tại: 1959 - 2018) nguyên là đơn vị hoạt động nghệ thuật, đóng tại thành phố Việt Trì, Phú Thọ. Đây là một Đoàn Chèo thuộc chiếng Chèo xứ Đoài. Từ năm 2018, Đoàn Chèo Phú Thọ được sáp nhập vào Đoàn Nghệ thuật Phú Thọ.

## Lịch sử hình thành
Đoàn nghệ thuật Chèo Phú Thọ ra đời từ năm 1959, với tên gọi "Đoàn văn công nhân dân Phú Thọ". Chương trình biểu diễn của đoàn chủ yếu là những tiết mục ngắn, những ca khúc, hoạt cảnh, tốp ca phục vụ kịp thời các nhiệm vụ chính trị của địa phương và đồng bào ở nông thôn, miền núi, công nhân các nông- lâm trường… Nhiều vở chèo truyền thống như: Quan Âm Thị Kính, Lưu Bình Dương Lễ, Lọ nước thần, Thạch Sanh Lý Thông… của đoàn chèo Phú Thọ đã được công chúng đón nhận.
Những năm tháng chống Mỹ, Đoàn chèo Phú Thọ đã 2 lần cử cán bộ, diễn viên tham gia đoàn văn công xung kích Trung ương vào phục vụ nhân dân và chiến sĩ tại tuyến lửa Quảng Bình và chiến trường miền Nam. Đoàn đã mang đến cho các chiến sĩ, đồng bào những vở diễn mang tính thời sự nóng bỏng như: Lá thư trận địa; Lòng già ý trẻ; Cây súng gồ; Bà má Long Châu Sa; Con gà chân chì; Anh lái xe và cô chống lầy; Đường về trận địa…
Cũng như nhiều ngành nghệ thuật truyền thống, có một thời do những khó khăn về điều kiện kinh tế và những quan niệm chưa đầy đủ về nghệ thuật, nên nghệ thuật chèo nói chung và Đoàn chèo Phú Thọ nói riêng đứng trước những khó khăn. Và hệ quả của tình trạng này là sự giảm sút khán giả, giảm sút chất lượng nghệ thuật. Nhưng ở Đoàn chèo Phú Thọ và mà cả ở những làng chèo nông thôn, sức sống của bộ môn nghệ thuật Chèo dần dần trỗi dậy. Tiếng hát chèo có vai trò góp phần chấn hưng văn hoá dân tộc, "xây dựng nền văn hoá Việt Nam tiên tiến đậm đà bản sắc".
Những vở diễn đã làm nên dấu ấn cho Đoàn Nghệ thuật chèo Phú Thọ như: "An Tiêm Nàng út"; Công chúa Tô Lan, Hoàng tử Pôn Nu Vông; Tình yêu Yến Hoa; "Má hồng trong cuộc đỏ đen"; "Mái ấm tình quê"; “Chọn mặt gửi vàng"; "Nữ tướng Thục Nương"... Đây là những vở diễn đem lại hiệu ứng sân khấu, tác động mạnh mẽ đến đời sống sân khấu, góp phần nâng cao đời sống văn hoá tình thần của nhân dân đất Tổ. Trải qua các thời kỳ hoạt động, đến nay Đoàn đã có 4 nghệ sĩ ưu tú: Dương Thị Ánh Tuyết, Bùi Đức Hạnh, Dương Thị Hải Yến; Nguyễn Quốc Giới và các diễn viên, nhạc công tài năng như: Xuân Mùi, Minh Luân, Minh Thân, Phan Thiết, Kim Định, Kim Chi, Chử Long, Huy Cảnh, Thu Nga, Quốc hội, Văn Tân, Duy Mạnh, Ngọc Quỳnh…
Những năm gần đây đoàn là đơn vị đăng cai các chương trình Về miền lễ hội cội nguồn dân tộc Việt Nam với các trích đoạn chèo cổ "Xã trưởng mẹ đốp"; "Quan âm Thị Kính"; "Từ Thức gặp Tiên"; "Chinh phụ hai chồng"; "Vợ chồng thuyền chài"… và các chương trình nghệ thuật tổng hợp như: Hát xoan, hát ghẹo, dân ca đồng bằng trung du Bắc Bộ. Đoàn cũng chuẩn bị các tiết mục để dự thi liên hoan hát Chèo như "An Tiêm - nàng Út". "Lưỡng Quốc trạng nguyên" và Vở chèo hiện đại "Má hồng trong cuộc đỏ đen".
Ngày 29/6/2018 theo Quyết định số 1555/QĐ-UBND của Ủy ban nhân dân tỉnh Phú Thọ, Đoàn Nghệ thuật Chèo Phú Thọ sáp nhập với Đoàn kịch nói Phú Thọ thành Đoàn Nghệ thuật tỉnh Phú Thọ, trong đó Nghệ thuật Chèo truyền thống  vẫn được UBND tỉnh và Sở Văn hóa, Thể thao và Du lịch tỉnh Phú Thọ quan tâm tạo điều kiện để tiếp tục duy trì và phát triển loại hình nghệ thuật truyền thống nói chung và nghệ thuật Chèo nói riêng.

## Thành tích
- Năm 2019, Tại Liên hoan sân khấu chèo toàn quốc diễn ra tại Bắc Giang, chèo Phú Thọ chỉ giành 1 huy chương vàng (Chử Long) và 2 huy chương bạc, xếp thứ 16/16 đơn vị tham gia. Vở diễn "Vua Hùng kén rể" được trao giải xuất sắc về đề tài Truyền thuyết.
- Năm 2016, Tại cuộc thi Nghệ thuật Sân khấu chèo chuyên nghiệp toàn quốc 2016 diễn ra ở Ninh Bình[4] Đoàn chèo Phú Thọ tham dự với vở diễn “Lời thề non nước”. Kết quả: Giải cá nhân có 1 Huy chương vàng (Lê Chử Long) và 02 Huy chương bạc (Dương Phan Thiết, Nguyễn Thanh Dũng).
- Năm 2013, Tại cuộc thi Nghệ thuật Sân khấu chèo chuyên nghiệp toàn quốc 2013 diễn ra ở Hải Phòng[5] Đoàn Chèo Chèo Phú Thọ giành Huy chương bạc vở diễn “Nữ tướng Thục Nương”. Giải cá nhân có 01 Huy chương vàng (NSƯT Hải Yến) và 04 Huy chương bạc (Chử Long, Phan Thiết, Quốc hội, Bích Đào). Cơ cấu giải thưởng cuộc thi có tổng 03 vở diễn đạt HCV và 06 vở diễn đạt HCB, 42 HCV cá nhân, 68 HCB cá nhân. Xếp thứ 8/17 đoàn tham dự theo thành tích huy chương.
- Năm 2011, Tại Liên hoan Sân khấu Chèo về đề tài hiện đại – 2011 diễn ra ở Thái Bình,[6] Chèo Phú Thọ không giành Huy chương vở diễn. Giải cá nhân có 04 Huy chương bạc (Minh Luân, Phan Thiết, Thu Nga, Kim Định, Chử Long). Cơ cấu giải thưởng cuộc thi có tổng 03 vở diễn đạt HCV và 03 vở diễn đạt HCB, 27 HCV cá nhân, 50 HCB cá nhân. Xếp hạng 13/13 đoàn tham dự theo thành tích huy chương.
- Năm 2009, Tại Hội diễn sân khấu Chèo chuyên nghiệp toàn quốc - 2009 diễn ra ở Quảng Ninh[7] Đoàn Chèo Chèo Phú Thọ không giành Huy chương giải vở diễn (Cơ cấu giải hội diễn có 02 vở diễn đạt Huy chương vàng và 05 vở diễn đạt Huy chương bạc). Giải cá nhân có 01 Huy chương vàng (Nguyễn Quốc Giới) và 02 Huy chương bạc (Bùi Thị Minh Luân, Hà Thị Thu Nga). Xếp thứ 15/17 đoàn tham dự về số lượng huy chương.

## Một số nghệ sĩ
Lê Chử Long
Lê Chử Long sinh năm 1977, có bố thuộc thế hệ đầu của Đoàn chèo Phú Thọ. Năm 1999 Chử Long thi vào lớp diễn viên Chèo khoá I trường Trung học Văn hoá nghệ thuật Phú Thọ. Chử Long đã gây được sự chú ý và được Đoàn Nghệ thuật Chèo Phú Thọ mời tham gia một số vai diễn trong các chương trình nghệ thuật của đoàn. Năm 2002 với tấm bằng tốt nghiệp xuất sắc, Chử Long được nhận đặc cách về Đoàn Nghệ thuật Chèo Phú Thọ. Lần đầu tiên đi tham dự Hội diễn sân khấu chuyên nghiệp toàn quốc với vai Tôn Dân trong vở "Trinh Nguyên" giành Huy chương bạc. Đến năm 2005, lần thứ 2 Chử Long tham gia Hội diễn sân khấu chuyên nghiệp toàn quốc với vai Phú trong vở "Má hồng trong cuộc đỏ đen" trên đất Quảng Ninh. Từ năm 2002 đến nay Chử Long đã thủ 7 vai diễn chính trong các vở lớn như: Tôn Dân trong vở "Trinh Nguyên", An Tiêm trong "Mai An Tiêm nàng Út", Phú trong "Má hồng trong cuộc đỏ đen", Lê Trung trong vở "Chiếc bóng oan khiên". Năm 2008 Nhà hát Truyền hình Việt Nam đã truyền hình trực tiếp vở "Mai An Tiêm" trên sóng truyền hình Việt Nam. Trong vở diễn Chử Long với vai Mai An Tiêm đã được đồng thuận trong giới chuyên môn và được công chúng ca ngợi. Bên cạnh những thành công về diễn xuất, Chử Long còn để lại nhiều ấn tượng trong các trích đoạn như: "Từ Thức gặp Tiên", "Thầy đồ dạy học", cùng những làn điệu chèo cổ, dân ca và hát Xoan, hát Ghẹo. Chử Long còn tham gia vào các hoạt động nghệ thuật không chuyên và giành nhiều thành công như Huy chương vàng trong Hội diễn không chuyên năm 2006 tại Hà Tây, những gương mặt trẻ tài năng trong ngày hội văn hoá các vùng Đông Bắc và tham gia tích cực vào các hoạt động văn hoá xã hội phục vụ các nhiệm vụ chính trị, phục vụ các ngày lễ trọng đại. Năm 2005 Chử Long cũng là một trong những gương mặt xuất sắc của đoàn Viêt Nam tham gia và biểu diễn tại Hội thảo quốc tế về văn hoá dân gian và tín ngưỡng tại Thái Lan. Năm 2008, Chử Long cũng là một trong những gương mặt trẻ tham dự liên hoan văn hoá nghệ thuật dân tộc quốc tế được tổ chức tại Hàn Quốc và để lại nhiều ấn tượng đặc biệt.